# Rio Cinca
Rio Cinca este un râu din Spania de nord-est, cu lungimea de 170 km, este cel mai lung afluent a lui Segre. Râul izvorăște din Pirinei, Parcul Național Ordesa y Monte Perdido în apropiere de granița cu Franța. Pe cursul său la traversarea regiunii lui Monte Perdido sunt mai multe căderi de apă și lacuri pe care le alimentează ca „Lago Tucarroyal”. Cinca traversează pe traseul cursului superior valea „Valle de Pineta” orientându-se spre sud-est, trabersează lanțurile de la marginea Prineilor: Sierra Marqués, Sierra de las Sucas, Sierra de Chìa, Sierra Sardanera și Sierra Ferrera. Curge prin canionul „Desfiladero de las Desvoltas.” După orășelul „Aínsa-Sobrarbe” primește apele afluentului Ara, alimetează lacul de acumulare „Embalse de Mediano” care se află în defileul „ Desfiladero de Entremón”. La câțiva kilometri avale urmează lacul de acumulare „Embalse de El Grado” care are lungimea de 15 km, servind ca sursă de apă potabilă, la prevenirea inundațiilor și la irigarea regiunii dintre Huesca, Barbastro și Lleida.
In regiunea orașului Babastro devine regiunea mai joasă, râul lățindu-se înainte vărsare în Segre, care se varsă la rândul lui în Ebro, făcând graniță naturală dintre provinciile Aragon și Catalonia.
|  |